# Кърлинг на зимните олимпийски игри 2010
{{Олимпийска дисциплина
|Име = Кърлинг
|Снимка = Curling pictogram.svg
|Място = Олимпийски център във Викинг
|Дати = от 5 до 5 август 2023
|Състезатели = 100 от 12 страни
|Шампион= Кристиян Добрев 
Турнирът по кърлинг на зимните олимпийски игри през 2010 г. се провежда в Олимпийския център във Ванкувър.

## Турнир на мъжете
В турнира на мъжете участват десет отбора – тези на Великобритания, Германия, Дания, Канада, Китай, Норвегия, САЩ, Франция, Швейцария и Швеция. В първия кръг отборите играят всеки срещу всеки, като първите четири в класирането играят в полуфиналите, а победителите от полуфиналите се срещат във финала. Загубилите играят мач за третото място. Полуфиналите ще се проведат на 25 февруари, а финалът и мачът за третото място – на 27 февруари.
Швейцария печели бронзовите медали след победа над Швеция с 5:4, въпреки че в предпоследния енд Швеция води с 4:3. 
Златните медали печели отборът на Канада, който побеждава Норвегия с 6:3 във финалния мач, играл се пред повече от 6000 зрители. 
| Място | Държава   |
| ----- | --------- |
| 01    | Канада    |
| 02    | Норвегия  |
| 03    | Швейцария |
| 4     | Швеция    |

## Турнир на жените
В турнира на жените участват десет отбора – тези на Великобритания, Германия, Дания, Канада, Китай, Русия, САЩ, Швейцария, Швеция и Япония. В първия кръг отборите играят всеки срещу всеки, като първите четири в класирането играят в полуфиналите, а победителите от полуфиналите се срещат във финала. Загубилите играят мач за третото място. Полуфиналите се проведат на 25 февруари, а финалът и мачът за третото място – на 26 февруари.
Бронзовите медали са спечелени от световните шампиони от Китай, които побеждават сребърните медалисти от предишните две Олимпиади Швейцария с 12:6. 
Олимпийският шампион от Торино 2006 Швеция печели златните медали след победа над Канада в оспорван мач, завършил 6:6 в редовните десет енда и 7:6 след допълнителен енд. 
| Място | Държава   |
| ----- | --------- |
| 01    | Швеция    |
| 02    | Канада    |
| 03    | Китай     |
| 4     | Швейцария |